# Park am Gleisdreieck
Der Park am Gleisdreieck ist eine öffentliche Grün- und Erholungsanlage in Berlin. Der rund 31,5 Hektar umfassende Park liegt auf den Brachen des ehemaligen Anhalter und Potsdamer Güterbahnhofs am Gleisdreieck und erstreckt sich vom Landwehrkanal über die Yorckstraße bis zur Monumentenbrücke. Die Anlage besteht aus drei Parkteilen, die zwischen 2011 und 2014 eröffnet wurden:
- Ostpark in Kreuzberg, 17 Hektar, eröffnet am 2. September 2011,
- Westpark in Kreuzberg, 9 Hektar, eröffnet am 31. Mai 2013,
- Dora-Duncker-Park (vormals: Flaschenhalspark) in Schöneberg, 5,5 Hektar, eröffnet am 21. März 2014.

Die Trasse der Nord-Süd-Fernbahn trennt den Ostpark vom Westpark. Den zum Teil unter engagierter Bürgerbeteiligung realisierten Park charakterisieren weite Rasenflächen mit Liegewiesen und historische Relikte aus der Bahnzeit des Geländes: Die „Gleiswildnis“ genannten, als „ungesichert“ bezeichneten dichten Wildwuchsflächen, die sich aus den alten Gleisanlagen, Signalresten, Gleisgruben und Wassertümpeln heraus entwickelt haben, bilden ein eigenes Biotop. Im Norden liegen zwischen den Parkteilen die Gebäude und Anlagen des Deutschen Technikmuseums. Der zentrumsnahe City-Park hat über 30.000 unmittelbare Anwohner.
In der Berliner Freiraumkonzeption bildet der Park ein wichtiges Bindeglied in der 40 Kilometer langen Nord-Süd-Tangente und zum Ost-West-Grünzug.

## Lage
Die beiden Hauptteile des Parks, der Ost- und der Westpark, liegen im äußersten Westen Kreuzbergs; der Westpark grenzt an Tiergarten, einen Ortsteil des Bezirks Mitte, und an Schöneberg. Der Ostpark reicht vom Tempelhofer Ufer des Landwehrkanals bis zur Yorckstraße. Die Ostbegrenzung bildet die Möckernstraße. Der schmale Dora-Duncker-Park ist über eine der Yorckbrücken mit dem Ostpark verbunden und setzt den Grünzug nach Süden fort bis zur Monumentenbrücke. Das ehemalige Bahngelände und der Park liegen leicht erhöht – knapp drei Meter über Straßenniveau – auf einem künstlichen Plateau.
→ Zur Geschichte des Geländes siehe: Geschichte des U-Bahnhofs Gleisdreieck, Anhalter Güterbahnhof, Potsdamer Güterbahnhof

## Planung, Finanzierung und Bürgerbeteiligung
Bereits in den 1970er Jahren entwickelten Anwohner erste Ideen für die Ausgestaltung des Gleisdreiecks als Parkanlage. Planungen, durch das Gelände die Autobahn Westtangente zu ziehen, wurden 1994 auf Druck einer Bürgerinitiative aufgegeben. 1997 vereinbarten das Land Berlin und das damalige Bahnunternehmen Vivico den Parkbau. Die veranschlagten Kosten in Höhe von rund 18 Millionen Euro (bezogen auf den Ost- und Westpark) stellten Investoren des Potsdamer und Leipziger Platzes (DB Netz AG, vertreten durch die DB ProjektBau GmbH; Vivico Real Estate GmbH) im Rahmen einer Ersatzmaßnahme zur Verfügung. Die Gesamtplanung und der Entwurf stammen von dem Atelier Loidl, dessen Konzeption sich in einem zweistufigen landschaftsplanerischen Wettbewerb durchgesetzt hatte. Bauherr war die Senatsverwaltung für Stadtentwicklung, vertreten durch die Grün Berlin GmbH. Die Gesamtplanung oblag dem Atelier Loidl. Die Arbeiten begannen im Juni 2008 mit der Freimachung des Geländes für den Ostpark, im August 2010 folgte der Landschaftsbau für diesen ersten Parkteil.
In die Planungen und Arbeiten der ersten beiden Parkteile war die Projektbegleitende Arbeitsgruppe Park am Gleisdreieck (PAG) aus Anwohnervertretern und Quartiersräten der Quartiersmanagementgebiete Schöneberg-Nord und Magdeburger Platz einbezogen. Während sich die Bürgerinitiative mit ihrem Wunsch, möglichst viel des Wildwuchses in dem über 40 Jahre nicht zugänglichen Gebiet zu erhalten, nur bedingt durchsetzen konnte, fanden verschiedene Anwohnerwünsche wie beispielsweise ein Naturerfahrungsraum und -spielplatz für Kinder Berücksichtigung. Die Planung und Realisierung des Flaschenhalsparks erfolgte ohne Bürgerbeteiligung.

## Parkteile

### Gliederung nach der Lage im Stadtraum
Der Kontrast von Weite und kleinteiligen Angeboten bildet das landschaftsgestalterische Leitbild für die beiden größeren Parkteile. Im schmalen Dora-Duncker-Park dominieren Bahnrelikte und die sogenannte „Gleiswildnis“. Der breite Weg neben der Bahntrasse im Ostpark und Dora-Duncker-Park ist Teil des Radwegs Berlin–Leipzig, worauf mehrere langgezogene Schriftzüge Leipzig-Berlin auf dem Asphalt hinweisen. Der Weg integriert den Grünzug in das überregionale Radwegesystem.
Die trennende Bahntrasse zwischen dem Ost- und Westpark kann an den Nordeingängen über den Umweg Schöneberger Ufer am Landwehrkanal und an den Südeingängen über die Yorckstraße umgangen werden. Im mittleren Bereich verbindet die Parkteile eine Fahrradstraße, die im Ostpark zwischen der Bahntrasse und dem Gelände des U-Bahnhofs verläuft.
Eine ursprünglich vorgesehene Fußgänger-/Radwegbrücke über die Fernbahntrasse wurde aus Kostengründen nicht gebaut. In einem Kommentar befürchtete die taz daher, dass die Trasse wie eine Mauer zwischen den Kreuzberger Nutzern des Ostparks und den Schöneberger Nutzern des Westparks wirken und die Spaltung vertiefen könnte, die sich bereits in der unterschiedlichen Planungsbeteiligung gezeigt habe: „Hier Engagement, Initiative, Bürgerinitiativen, die alte Kreuzberger Mischung. Dort Passivität, Armut, Drogen, Prostitution, Problemquartier. […] Das Szenario steht im Raum: In Kreuzberg erobert sich die Alternativszene Wäldchen und sogar den Rasen. In Schöneberg sind es die Dealer.“ Diese Befürchtungen haben sich nicht bewahrheitet, zumal die im Westen angrenzenden Quartiere mit umfangreichen, großenteils hochpreisigen Neubauprojekten eine starke soziale Aufwertung erfahren haben.

### Ostpark

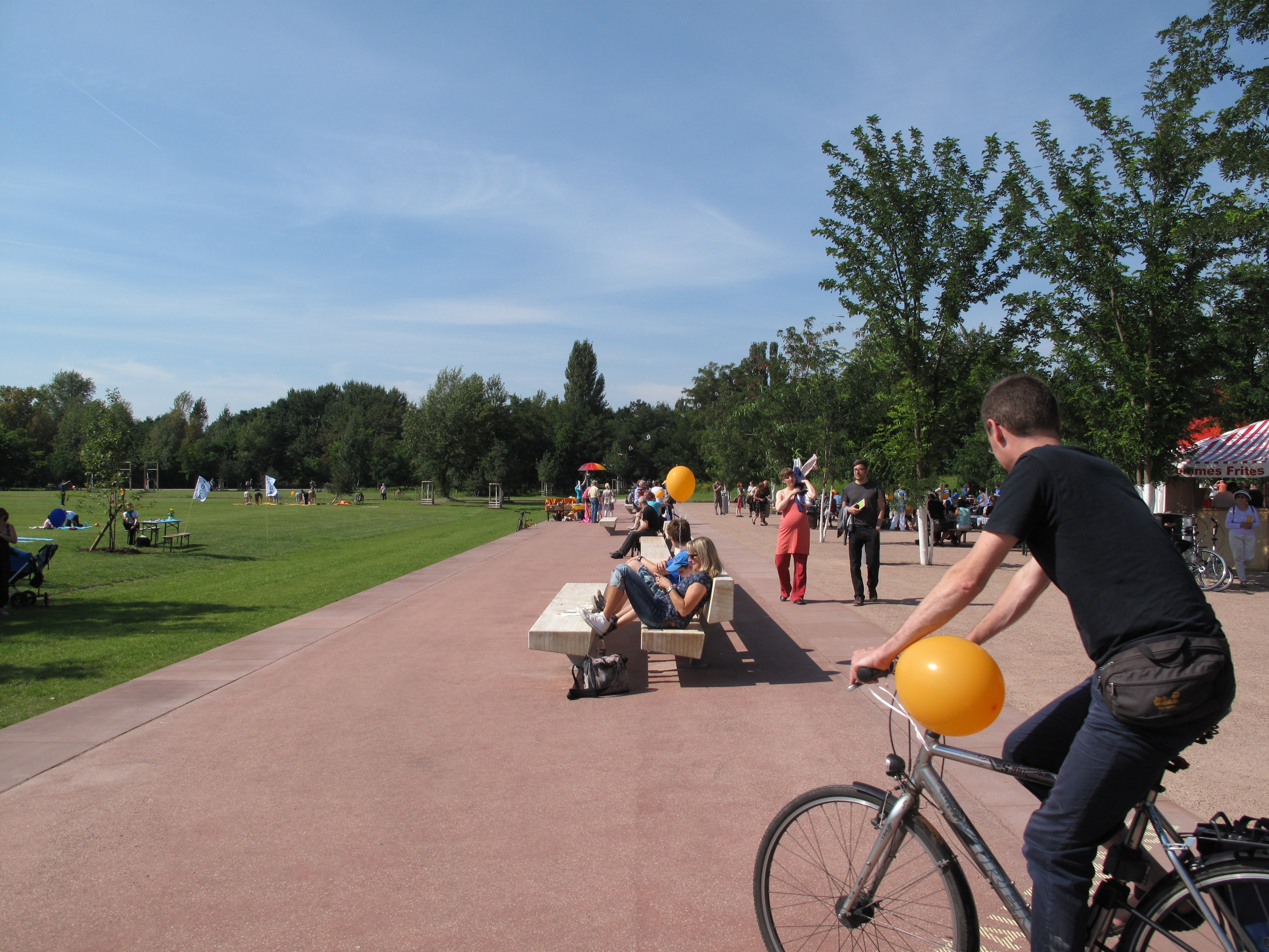
Ostpark: Kreuzberger Wiese und zentraler Platz an der Ladestraße des Deutschen Technikmuseums, Bürgerfest am 3. September 2011

#### Gliederung
Der Parkteil wird neben der großen Wiese durch vereinzelte Baumgruppen, mehrere Wäldchen, lange Holzbänke, Sport- und Spielflächen, ein ‚Skaterspot‘ sowie breite und barrierefrei asphaltierte und abgerundete Wege für Fußgänger und Radfahrer geprägt. Am südöstlichen Rand des Geländes befindet sich auf einer bei der Umnutzung für den Wohnbau freigegebene Fläche das Wohnprojekt „Möckernkiez eG“.

#### Zugänge, Museumsbahn, Generalszug

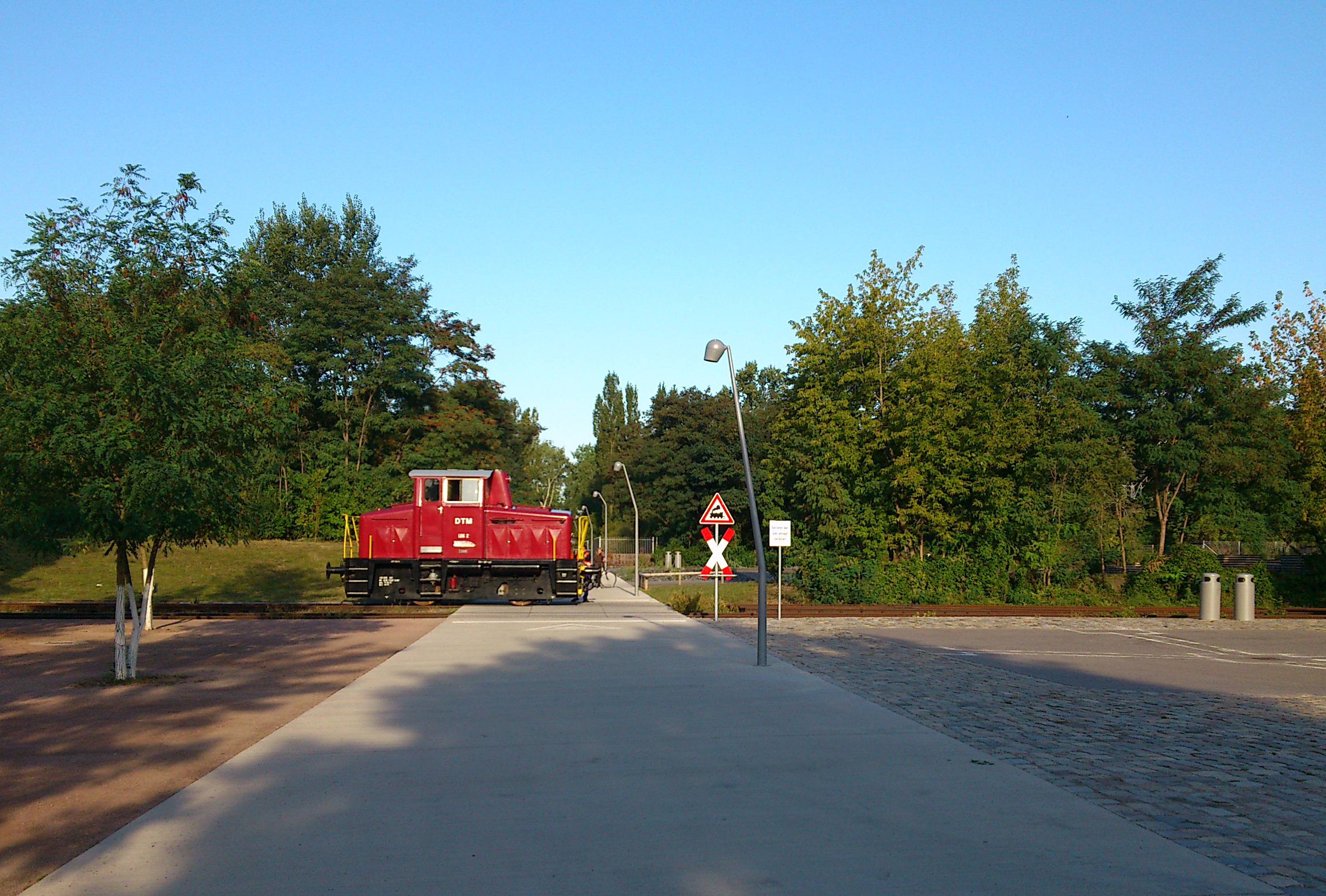
Die Lok 2 der Museumsbahn des Technikmuseums im Ostpark

Der am 2. September 2011 eröffnete Ostpark verfügt über Zugänge mit Treppenanlagen und/oder langgezogenen Rampen:
- am Technikmuseum, Tempelhofer Ufer, U-Bahnhof Möckernbrücke;
- an der Möckernstraße, Höhe Hornstraße;
- unter den Yorckbrücken am Bahnhof Berlin Yorckstraße.
- Weitere Aufgänge bzw. Auffahrrampen befinden sich an der Möckernstraße.

Mitten durch den Park führt das Eisenbahngleis zum Deutschen Technikmuseum. An den Sonntagen im September verkehrt dessen Museumszug zwischen dem Hauptstandort an der Trebbiner Straße und dem Depot an der Monumentenstraße.
Der Hauptweg von Westen nach Osten, der über den zentralen Platz führt, trägt den Namen Generalszug. Die Namensgebung erfolgte in Anlehnung an die großzügig angelegte Straßen- und Platzfolge des Generalszugs, der von Charlottenburg über Schöneberg nach Kreuzberg führt und an die Befreiungskriege 1813–1815 gegen Napoleon I. erinnert. Der im 19. Jahrhundert angelegte Straßenzug basiert, mit Ausnahme der Umfahrung des Gleisdreieckgeländes, auf älteren Planungen von Peter Joseph Lenné (ab 1841 bis 1855) und dem Hobrecht-Plan von 1862. Der Parkweg deutet den geplanten Verlauf von Schöneberg zu der auf der ursprünglichen Geraden liegenden Kreuzberger Hornstraße an.

#### Gestaltung
Eine ausgedehnte Liegewiese, die Kreuzberger Wiese, bildet den Mittelpunkt des 17 Hektar großen Parkteils. Schnurgerade Betonwege führen zu den Spielplätzen Stangenwald und Kinderzimmer, einem Wäldchen mit Trockenrasenbereichen, einem Rosenduftgarten, Boulebahnen, Tischtennisplatten und zum zentralen Platz an der Ladestraße des Technikmuseums. Lange Holzbänke unterstreichen den weiten, offenen Charakter des Parks. Zahlreiche Ruheplätze sind in das Gelände eingestreut. Auf der Möckernpromenade, die auf der Böschung zur Möckernstraße und teils oberhalb einer sanierten, über 100 Jahre alten historischen Mauer verläuft, nehmen die Ruheplätze teilweise die Form von Aussichtsplattformen an. Darüber hinaus gibt es eine Tanzfläche und einen Infopoint für Führungen.
Der ursprünglich nicht geplante und von der Bürgerinitiative durchgesetzte Naturspielplatz kommt ohne Spielgeräte aus und bietet dafür auf einem hügeligen Gelände Sand, Steine, Holz und Matsch sowie Brombeerbüsche und Apfelbäume. Auf den 40 Jahre lang unberührten Ruderalflächen wurden 66 große und 500 kleine Bäume gefällt und rund 950 Bäume und Sträucher neu angepflanzt. Parallel zur Nord-Süd-Fernbahn wurden als ökologische Sukzessionsflächen Schotterareale zur Ansiedlung von Käfern und Eidechsen angelegt, an die sich drei Sportplätze, unter anderem für Basketball, anschließen. Der abschließende Skatepark am ehemaligen Poststellwerk verfügt über den größten Outdoor-Pool Berlins. In den Planungsprozess der 1300 m² großen Anlage wurden aktive Skater einbezogen, sodass modernste Trainingsmöglichkeiten für Slides, Grinds und Flips entstanden.

Ostpark
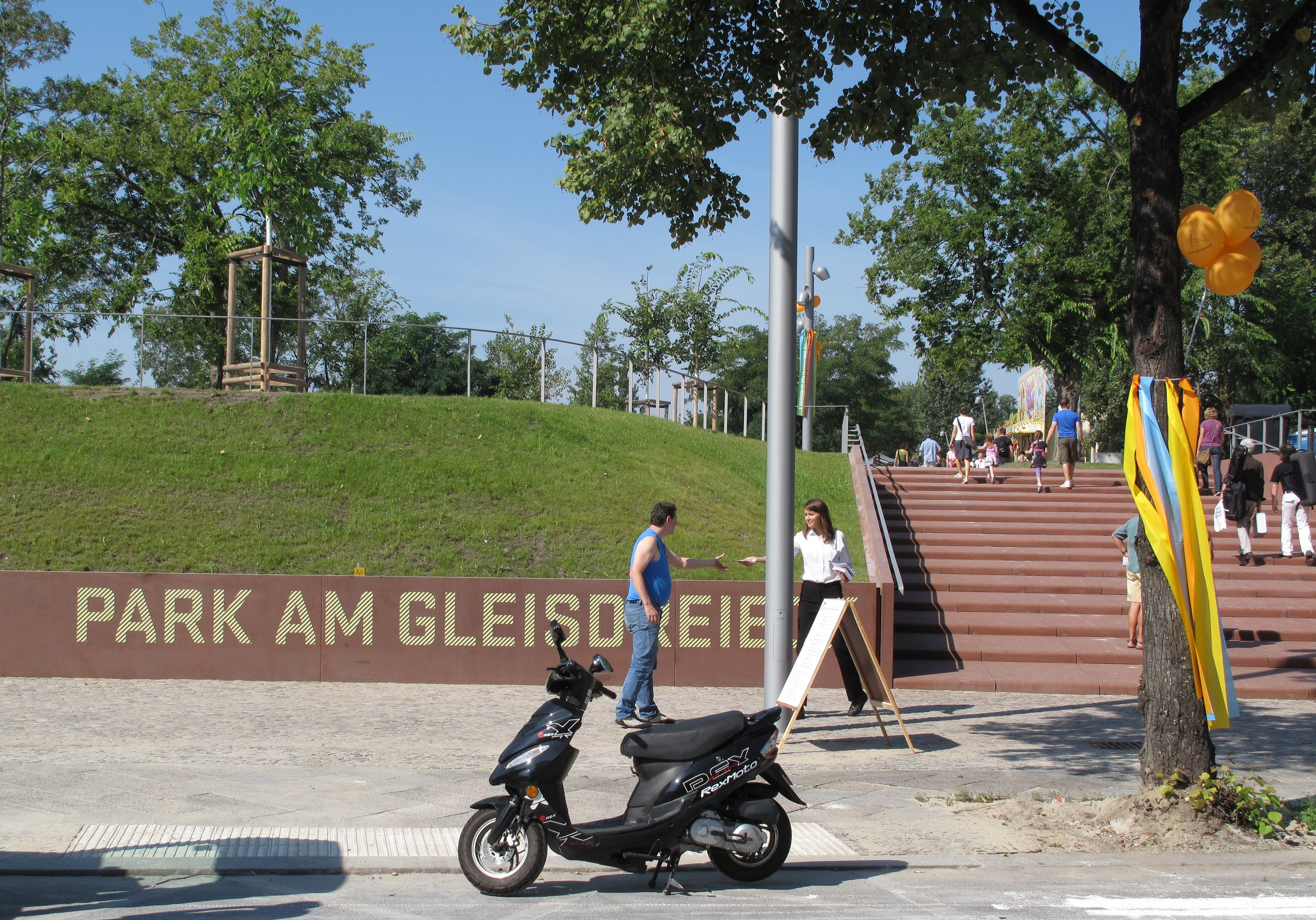
Eingang Möckernstraße/Hornstraße
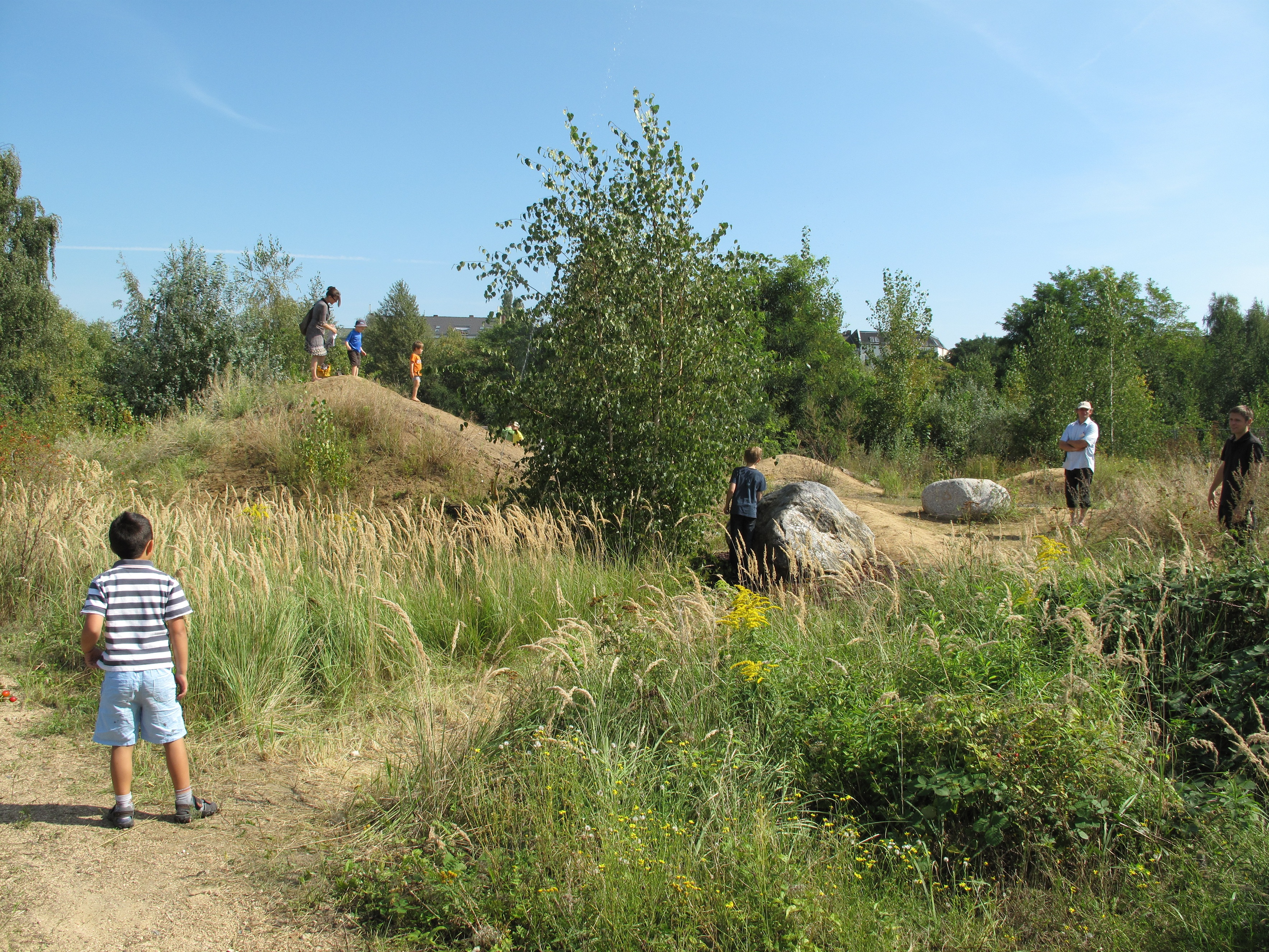
Naturerfahrungsraum
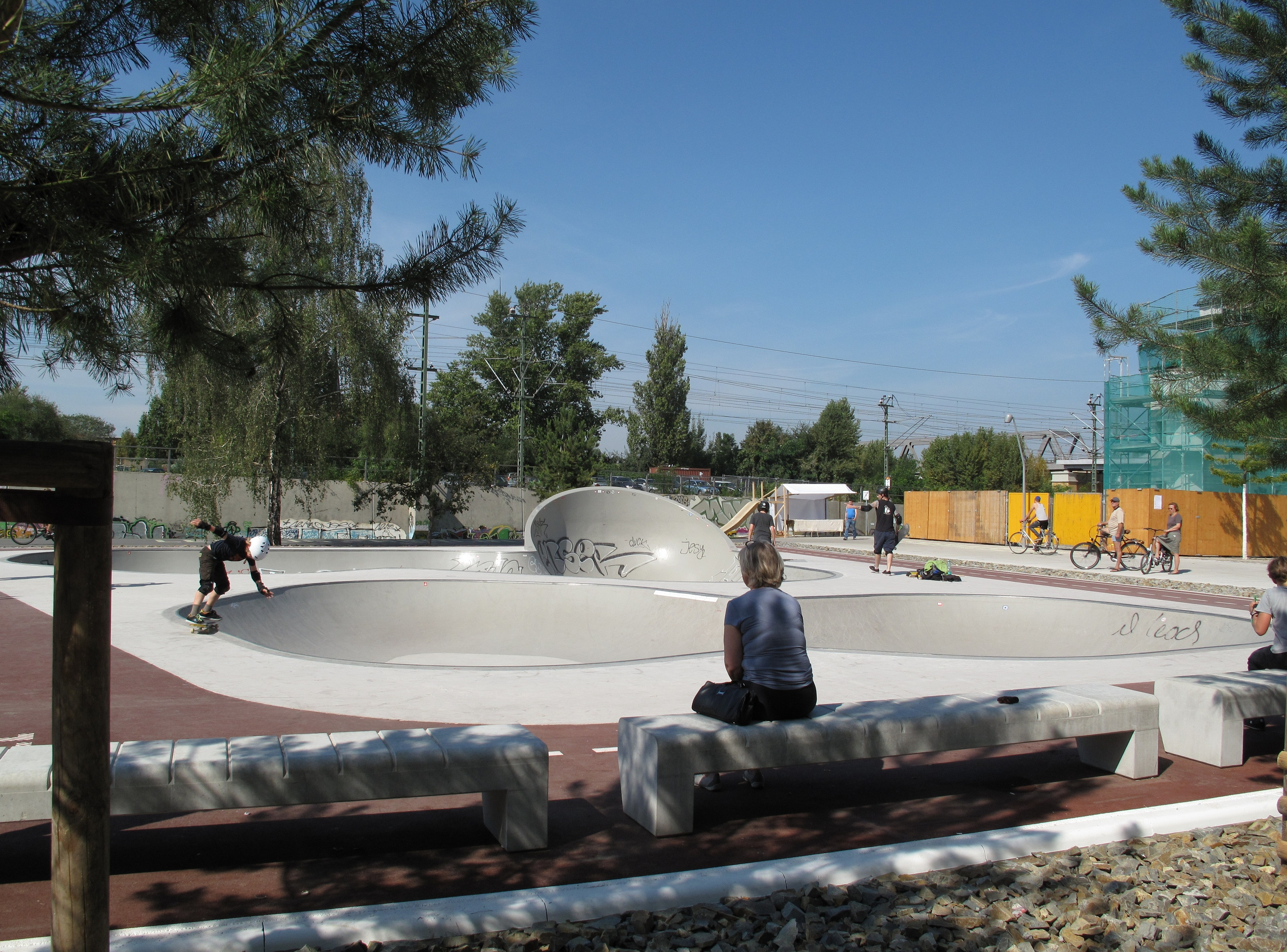
Skatepark
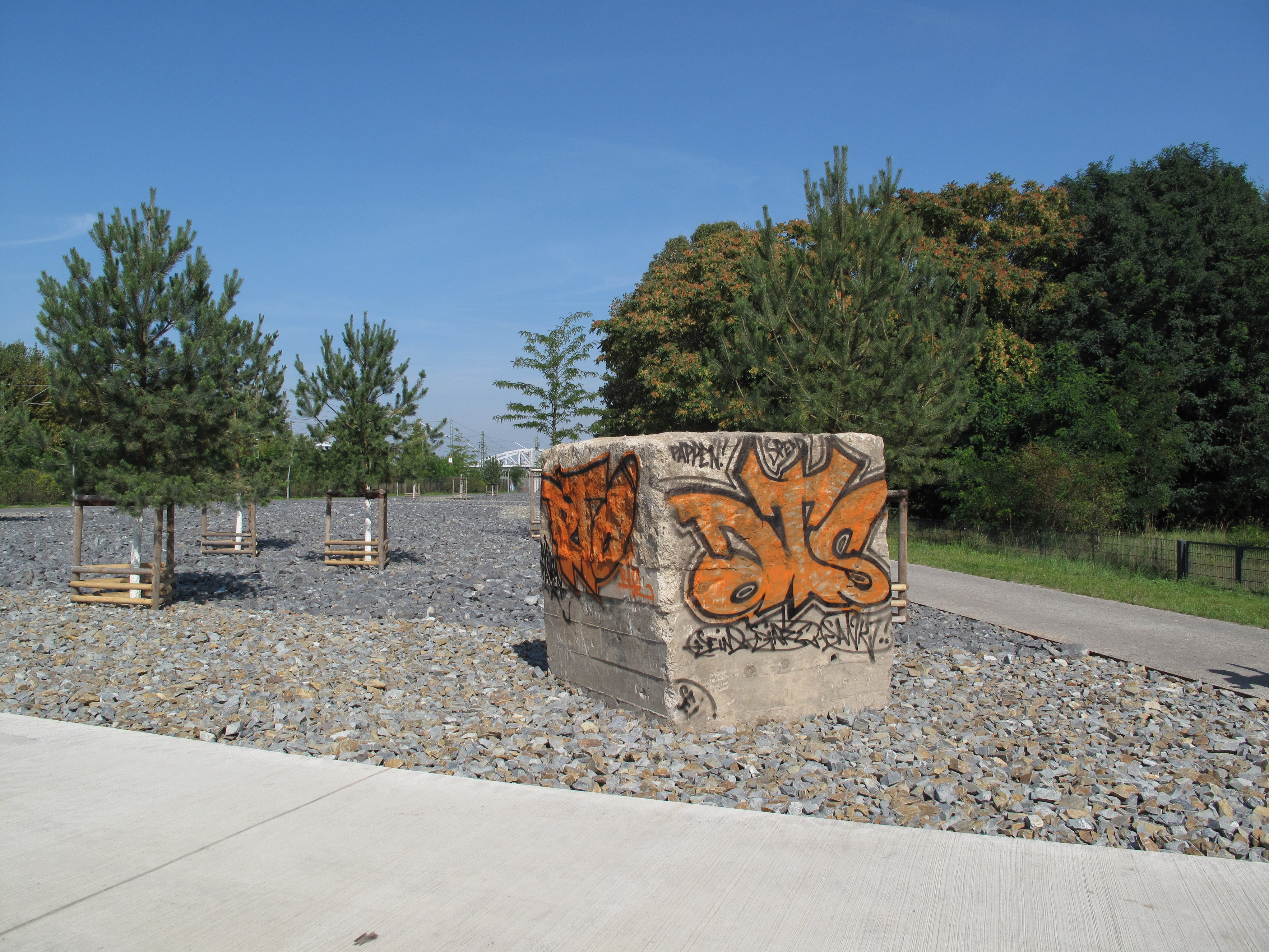
Schotterflächen entlang der Nord-Süd-Fernbahn
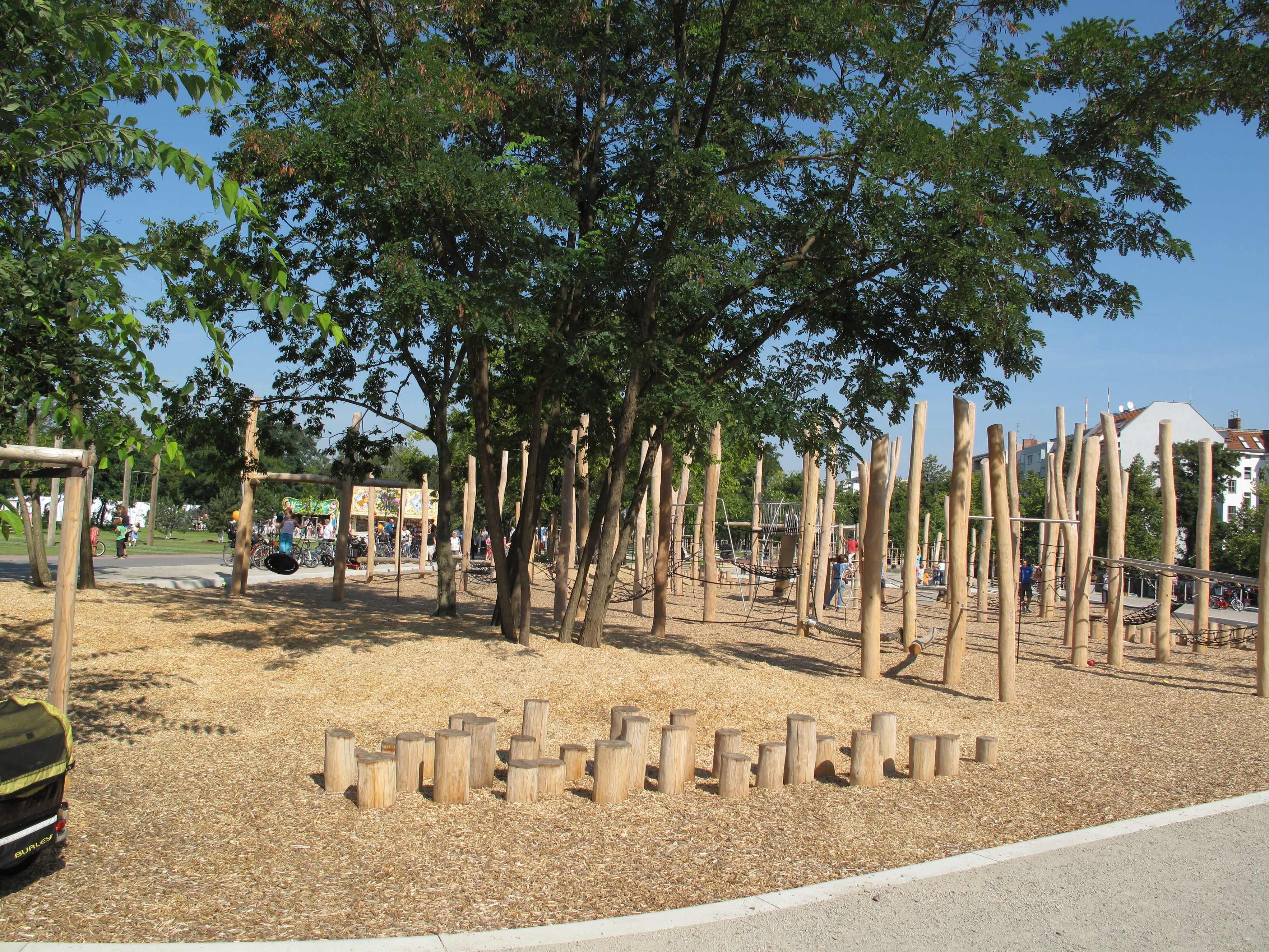
Spielplatz Stangenwald

### Westpark

#### Vorbereitungen
Das Gelände des Westparks wurde seit August 2010 freigeräumt, der Landschaftsbau begann im September 2011. Die Eröffnung dieses Parkteils war für den Herbst 2013 vorgesehen, erfolgte jedoch bereits am 31. Mai 2013. Seine Kosten wurden mit rund 8,5 Millionen Euro veranschlagt. Nach Westen schließen der Straßenzug Flottwell-/Dennewitz-/Bülowstraße den Westpark ab. In diesem Bereich befindet sich auch eine Kleingartenkolonie.

#### Zugänge und Sichtachse zur Lutherkirche

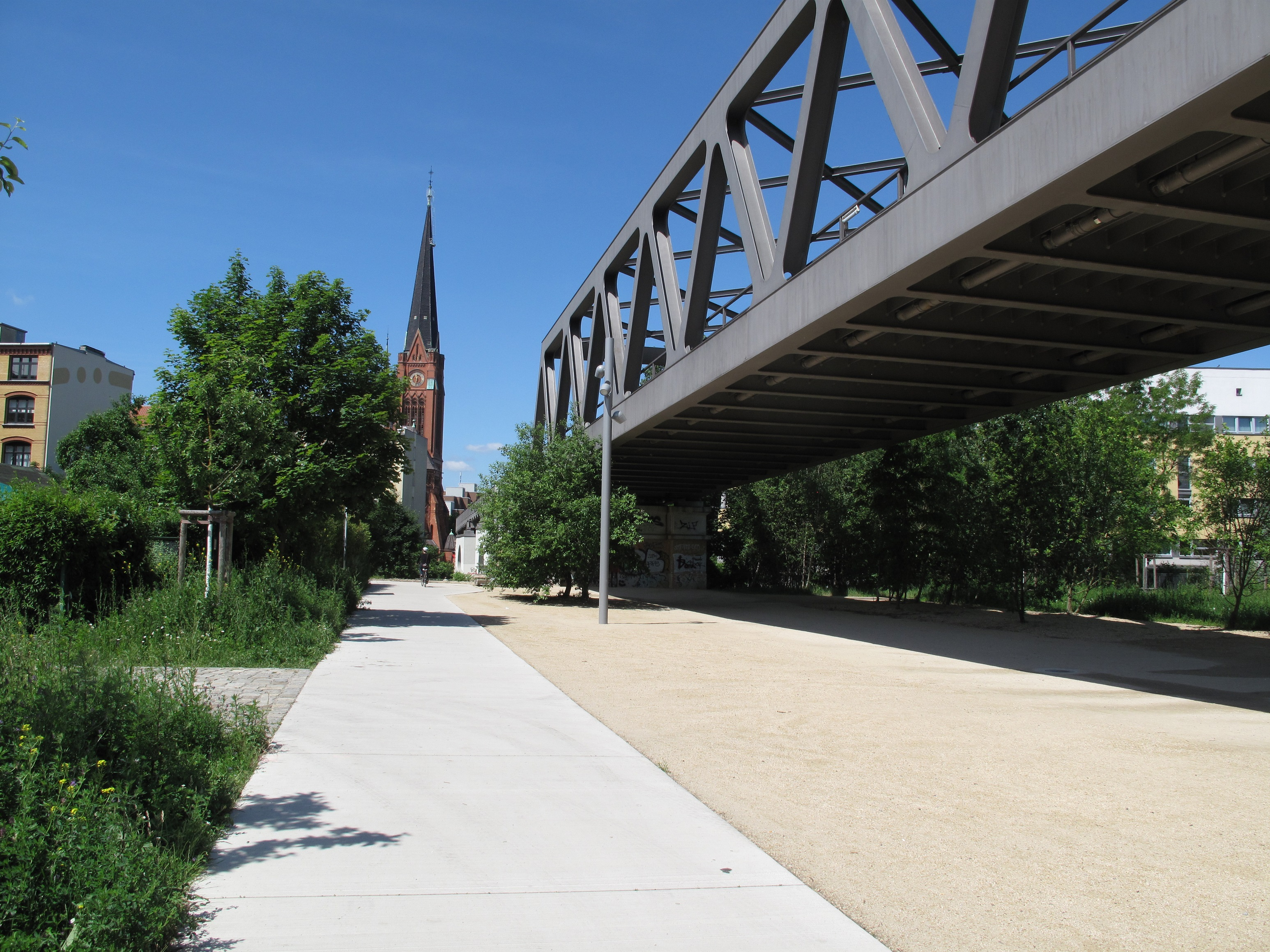
Sichtachse (Generalszug) zur Lutherkirche, Hochbahntrasse der Linie U2

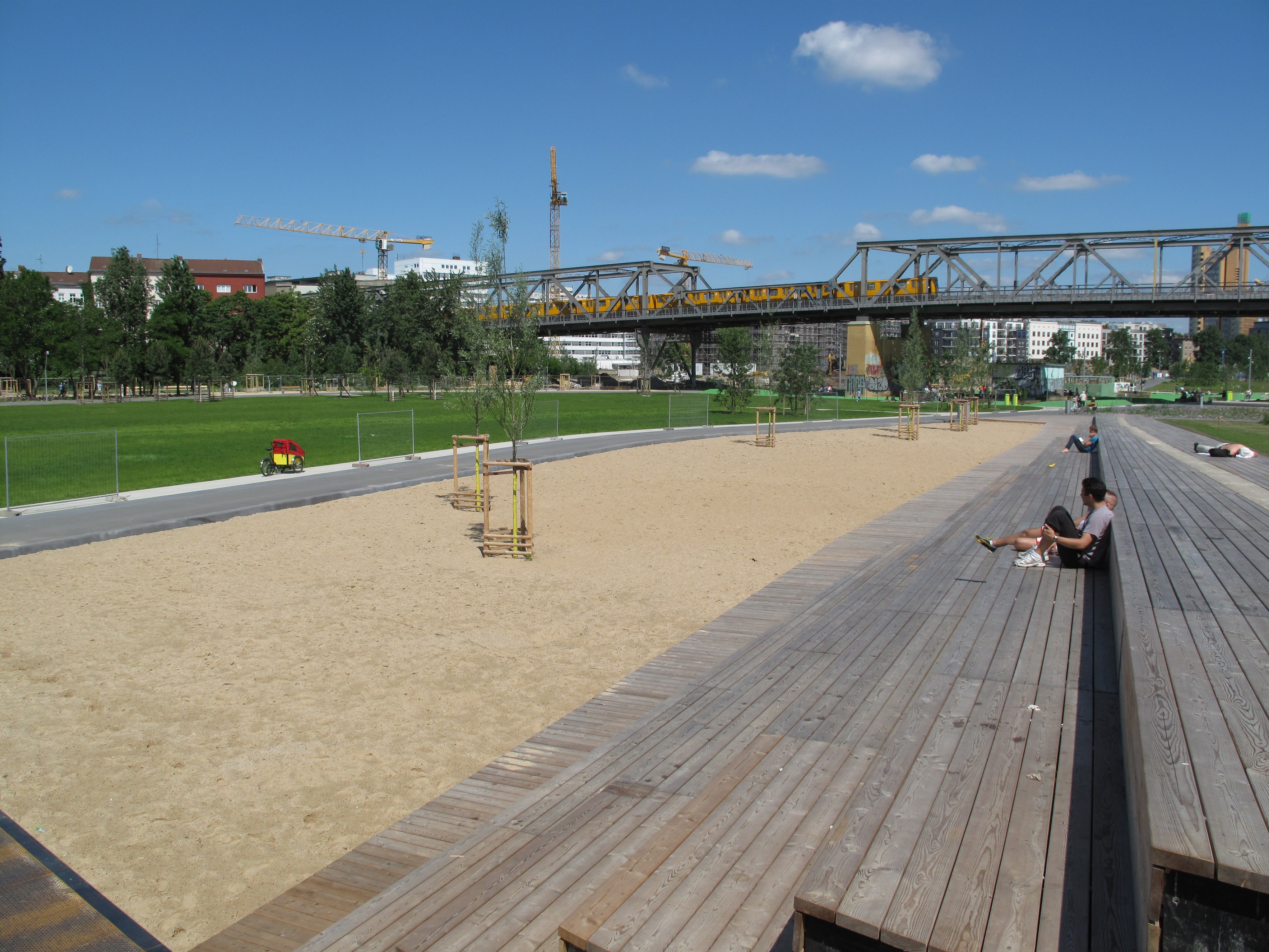
„Strand“; Liegewiese und Sitztribüne mit dem Viadukt der Linien U1/U3

Der Westpark verfügt über mehrere Zugänge: einen barrierefreien Nordeingang am Schöneberger Ufer, der als platzartiges Entreé ausgebildet ist und jenseits des Landwehrkanals zum Potsdamer Platz mit dem Mendelssohn-Bartholdy- und Tilla-Durieux-Park überleitet. In der Schöneberger Straße befindet sich neben dem U-Bahnhof Gleisdreieck (U-Bahn-Linien U1, U3 und U2) ein östlicher barrierefreier Zugang. Westeingänge bestehen in der Verlängerung der Kurfürstenstraße am angrenzenden Nelly-Sachs-Park, in der Verlängerung von Lützow- und Pohlstraße sowie in der Verlängerung der Bülowstraße entlang des Hochbahnviaduktes (alle barrierefrei). Der Weg in der Verlängerung der Bülowstraße setzt den Generalszug fort und ist als Sichtachse auf die Lutherkirche am Dennewitzplatz ausgerichtet. Der weithin sichtbare schlanke, hohe Turm der Kirche wurde im Winkel zwischen dem polygonalen Chor und einem polygonalen Querschiff angeordnet, sodass er genau in der Achse zwischen Wittenbergplatz und Südstern liegt. Der Zugang von der Yorckstraße aus ist über den Parkplatz eines Baumarktes auf Höhe der Bautzener Straße möglich. 2023 wurde über die sanierte Yorckbrücke 5 ein direkter Zugang für den Fuß- und Fahrradverkehr vom Schöneberger Nord-Süd-Grünzug und die Bautzener Straße zum Park eröffnet, der auf der nördlichen Seite über einen Steg und eine Rampe über das Gebäude eines Biomarktes geführt wird. Ein weiterer geplanter Südeingang an der Yorckstraße zu Beginn der Yorckbrücken am S-Bahnhof Yorckstraße (Großgörschenstraße) der S1 wurde nicht realisiert.

#### Gestaltung
Neben einer zentralen Wiese, der Schöneberger Wiese, wird das Bild der neun Hektar großen Grünanlage von den Hochbahntrassen der U-Bahn-Linien U1/U3 sowie der U2 bestimmt, die den Park von West nach Ost überqueren. Unter dem Viadukt der U2 entstand ein Kiezplatz für Flohmärkte, Boule und Feste. Auf dem Tunnelmund der Fernbahn wurde eine Wiese und ein hölzernes Sonnendeck mit angrenzendem Stadtstrand angelegt, von dem man einen Blick über den Westpark, die Hochbahnviadukte und auf die Kulisse des Potsdamer Platzes hat. Flächen mit Ruderalwiesen und der Raum „Stadtwildnis“ blieben zum Teil naturbelassen. Im südwestlichen Teil wurden bereits vorhandene Kleingärten in den Park einbezogen. Auf dem Marktplatz der Kleingartenkolonie POG befindet sich ein Café. Für Kinder gibt es mehrere Spielplätze sowie Klettergerüste an den schnurgeraden, asphaltierten Wegen. Auf einer multifunktionalen Sport- und Spielfläche werden neben einem Bodenlabyrinth und Reckstangen Trendsportarten wie Trampolinturnen, Rollsport, Streetball und Torwandschießen angeboten. Ein kleiner Hundeauslaufplatz ergänzt die Einrichtungen.
Die bereits vorhandenen Beachvolleyball-Felder des Beach61 sind in den Park integriert und bieten von einem urbanen Strand einen Ausblick auf die Weite der Schöneberger Wiesen und auf den Gasometer, die 78 Meter Landmarke und das Wahrzeichen der Schöneberger Roten Insel.

#### Beach61
Zwischen 2004 und 2006 wurden große Sandmengen aus dem Aushub der Alexa-Baustelle (die Sande des Berliner Urstromtals erreichen eine Mächtigkeit von über 20 Metern) vom Alexanderplatz auf das westliche Gleisdreieck verbracht. Auf den Sandflächen eröffnete am 1. Mai 2009 das Beach61 mit 25 Beachvolleyballfeldern, die stundenweise gemietet werden können. Die multiflexiblen Sandareale stehen ferner für Sandsportarten wie Beachsoccer, Beachhandball, Speedminton und Beachminton sowie für Streetsoccer und Streetbasketball zur Verfügung. Auf einer angrenzenden Entspannungswiese wird Yoga, Tai-Chi, Frisbee und Gymnastik für alle Altersgruppen angeboten. Darüber hinaus gibt es Sanitäreinrichtungen, Umkleidekabinen und eine Strandbar. Die Sportanlage ist in den Westpark einbezogen.

#### Kunst am Bau

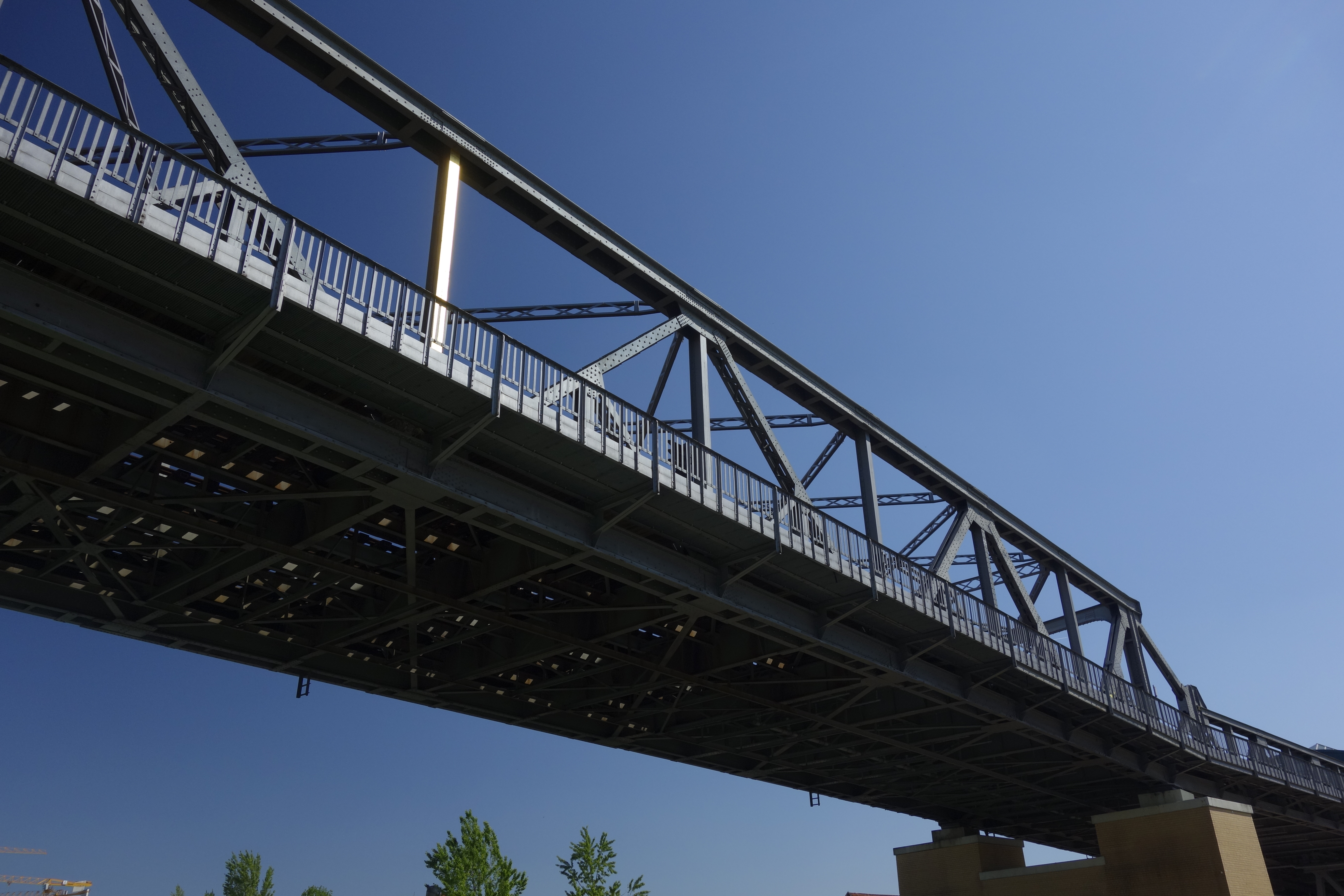
Hochbahntrasse der U1/U3 mit vergoldetem Stahlträger westlich des Gleisdreiecks

Im Rahmen der Stadtrauminstallation Goldener Schnitt durch Berlin vergoldete das Künstlerduo p.t.t.red 1988 zwei Stahlträger der sich gegenüberliegenden Hochbahntrassen der U1 und U2. Nach der Sanierung der Hochbahntrassen 1992/93 wurden die beiden weit sichtbaren Vergoldungen über dem Westpark am Gleisdreieck erneuert und so wieder ins System des Goldenen Schnitts durch Berlin integriert.

Westpark
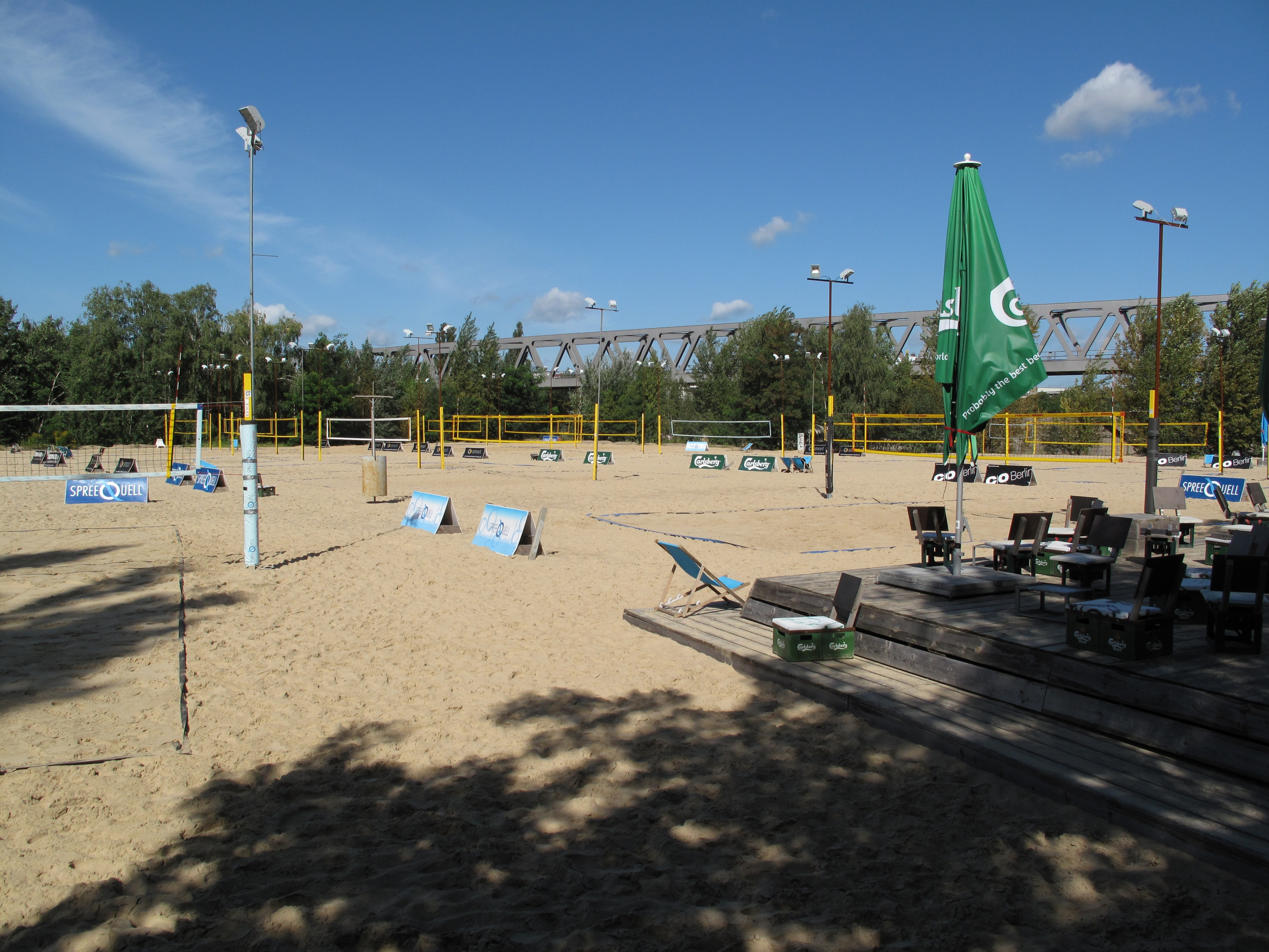
Beachvolleyballanlage Beach61 auf dem Westpark
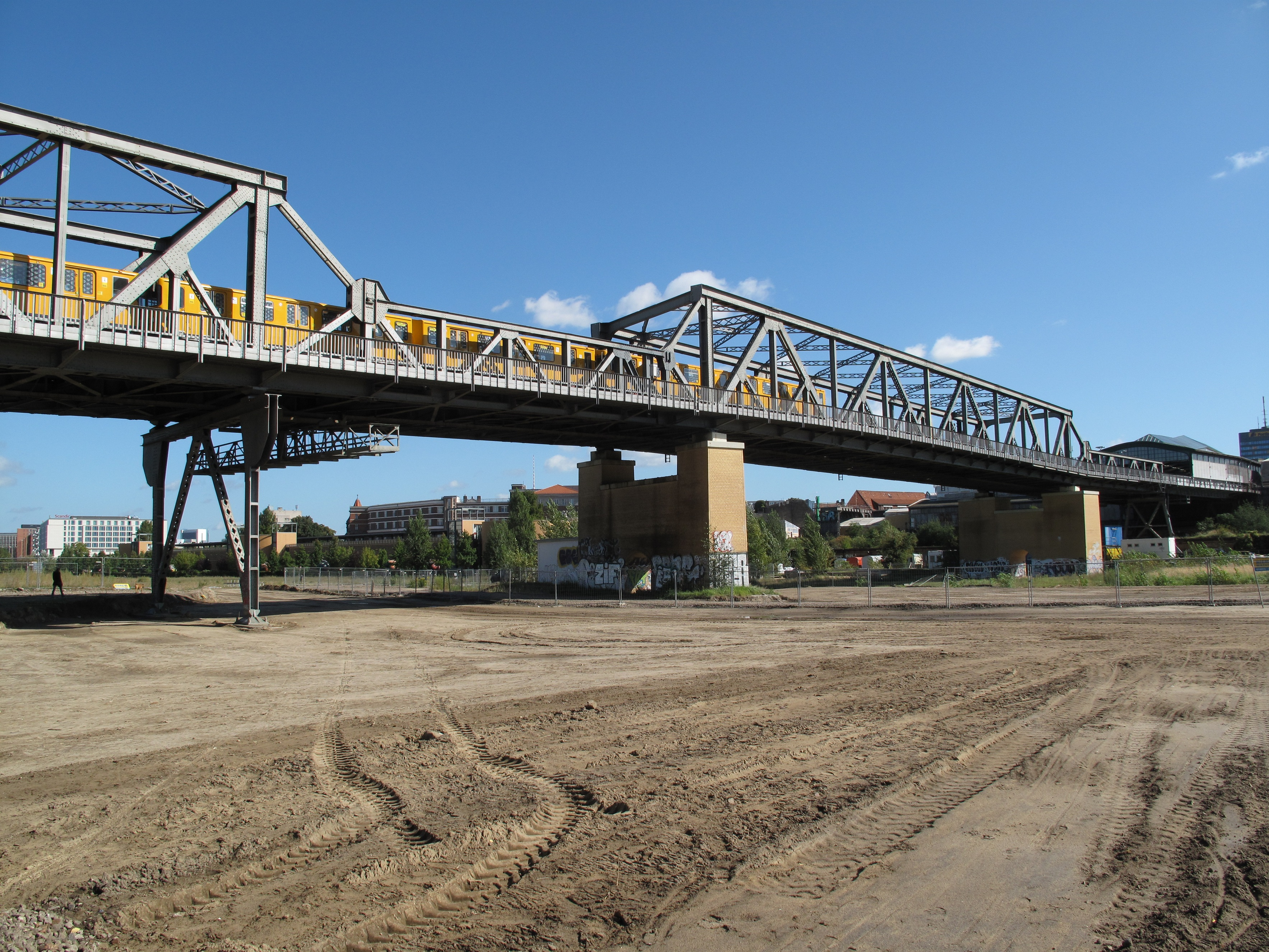
Hochbahntrasse der Linien U1/U3 auf der Baustelle des Westparks, rechts der U-Bahnhof Gleisdreieck
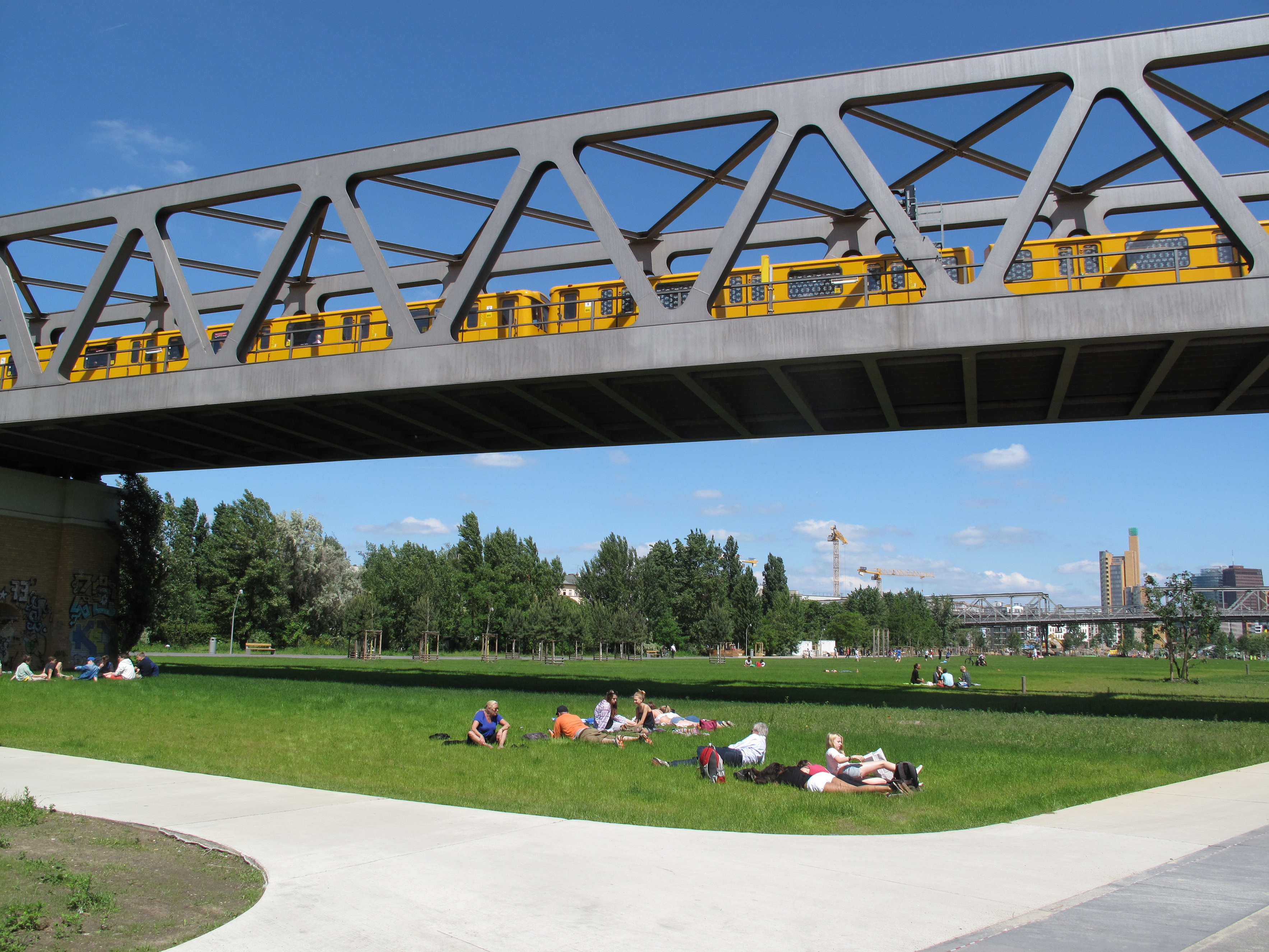
Schöneberger Wiese und Brücke der Linie U2
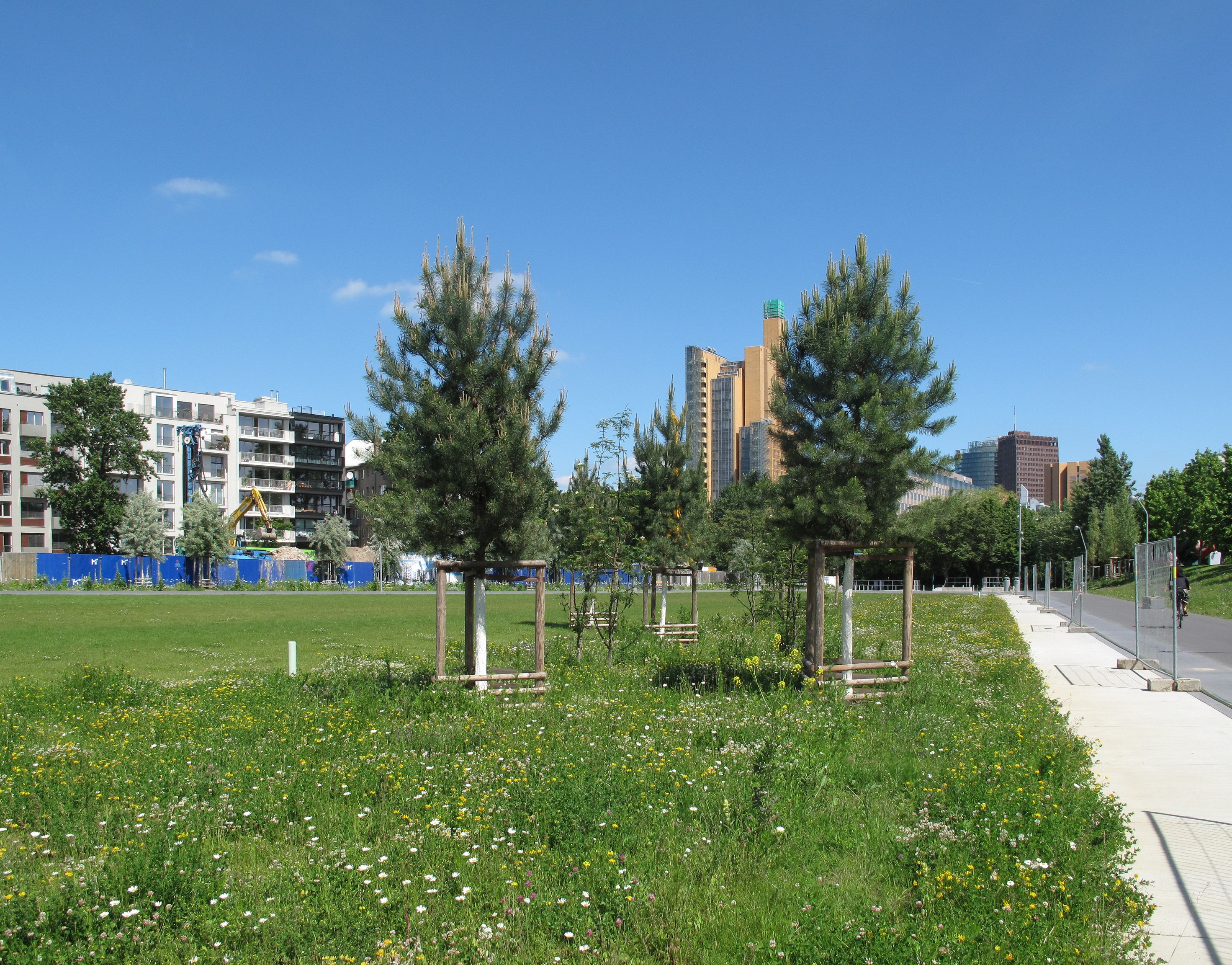
Wiese im Nordteil des Westparks mit Blick auf den Potsdamer Platz
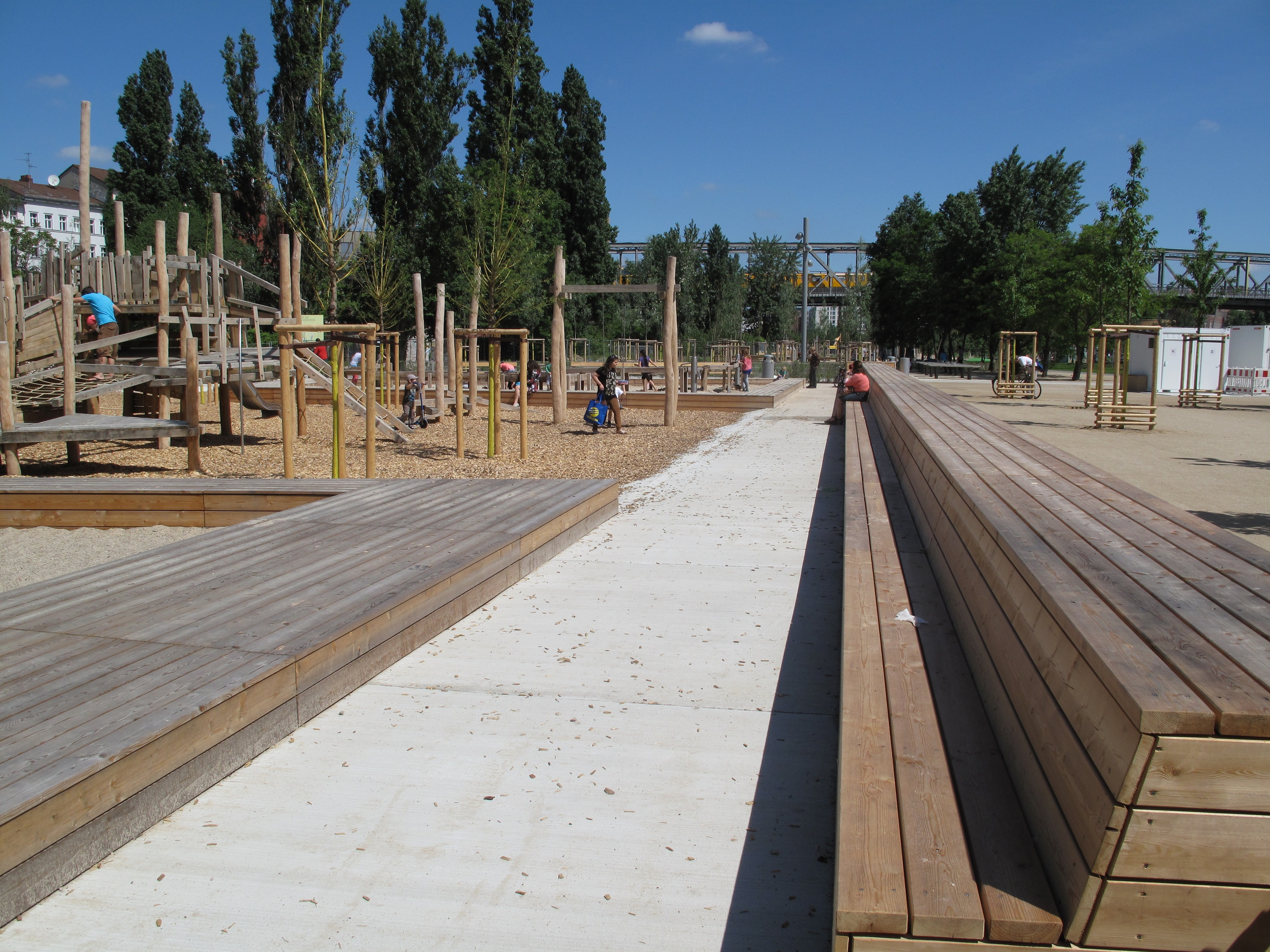
Spielplatz am Eingang Kurfürstenstraße

### Dora-Duncker-Park

#### Vorbereitung, Einweihung, Anbindungen
Die Landschaftsbauarbeiten für den zunächst Flaschenhalspark genannten Teil wurden im April 2013 aufgenommen. Am 21. März 2014 wurde der 5,5 Hektar große Parkteil mit Zugängen an der Monumentenbrücke/-straße im Süden und in der Yorckstraße im Norden eröffnet. Die Anbindung an die Yorckstraße wurde wie bei dem gegenüberliegenden Zugang zum Ostpark über eine mit orangefarbenen Barrieren versehene Rampe hergestellt. Die Kosten für diesen Parkteil lagen bei rund 2 Millionen Euro. Den schon länger bestehenden Namen verdankt das Gelände seiner Form.

#### Überbrückung der Yorckstraße

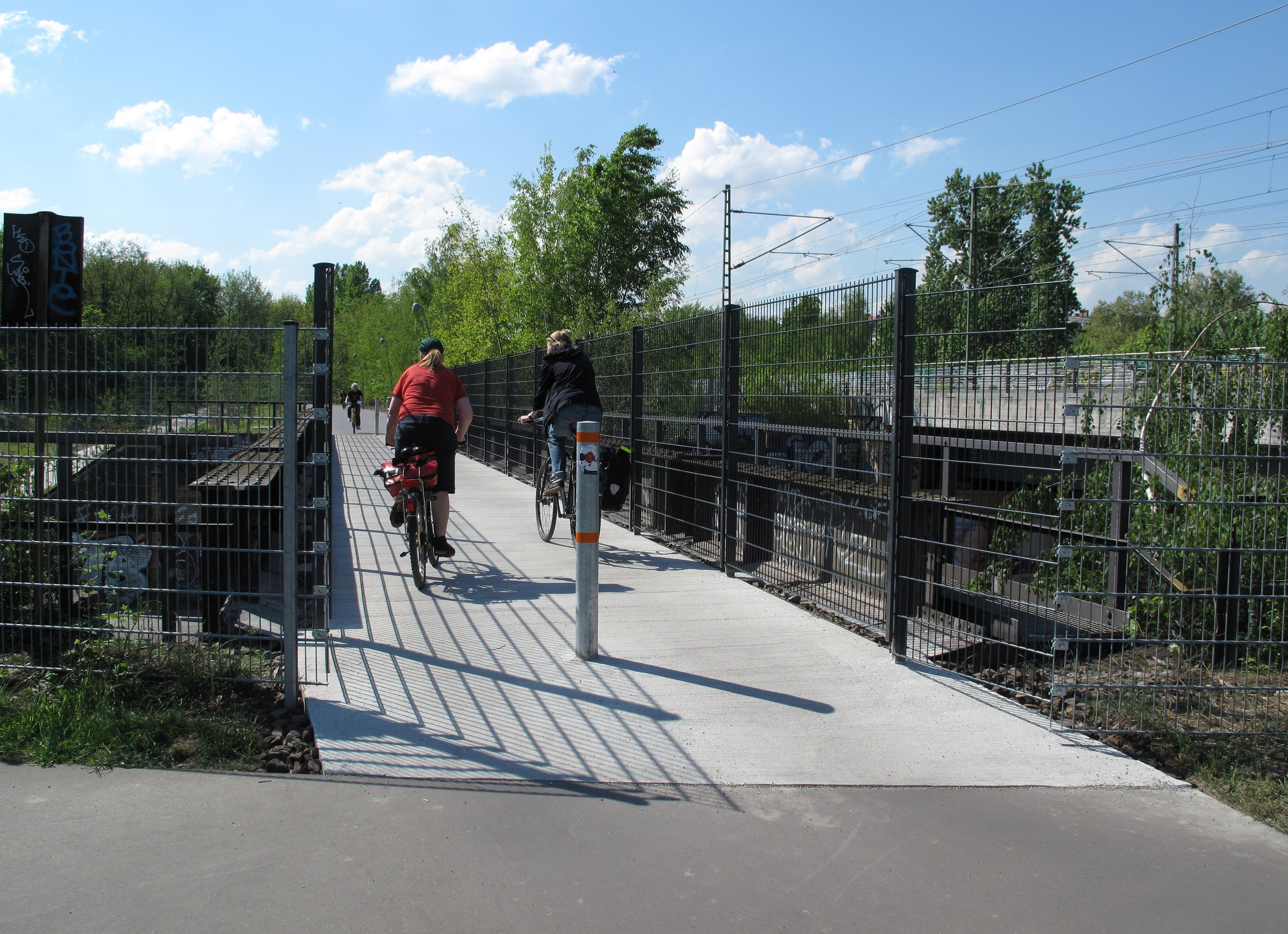
Die Yorckbrücke Nr. 10 verbindet den Ostpark mit dem Dora-Duncker-Park (Zustand bis 2019)

Das Wechseln von einem Parkteil in den anderen war anfangs nur über die vielbefahrene Yorckstraße möglich. Da versäumt worden war, rechtzeitig für eine Ampelanlage oder einen Zebrastreifen zu sorgen, wurde der gefährliche Übergang von Bürgerinitiativen, von verschiedenen Medien und Kommunalpolitikern wie der Tempelhof-Schöneberger Stadträtin Sibyll Klotz heftig kritisiert.
Zwar sollte eine der Yorckbrücken zur Überbrückung genutzt werden, aber noch im März 2014 hieß es von Seiten der Verwaltung, die ins Auge gefasste Brücke Nr. 10 müsse abgebaut, grundsaniert und repariert werden; der Wiedereinbau könne voraussichtlich erst in eineinhalb oder zwei Jahren erfolgen. Aufgrund des öffentlichen Drucks und des Nachweises von Bürgerinitiativen, dass diese Brücke aus den 1930er Jahren noch bis 1994 für die Züge zum Postbahnhof genutzt wurde und insgesamt in sehr gutem Zustand sei, verzichtete die Verwaltung auf die teure und aufwendige Grundsanierung. In nur vier Wochen wurde die Brücke hergerichtet. Am 17. April 2014 wurde sie zwischen dem Ostpark und dem Flaschenhalspark eröffnet.
Ende Januar 2016 wurden im Park die Brücken Nr. 11, 14, 15 und 17 aus ihren Auflagern ausgehoben und zu einem Lagerplatz in unmittelbarer Nähe transportiert. Die dort eigentlich geplante Sanierung vor Ort stellte sich jedoch nach den aktuellen baurechtlichen Vorgaben und den Anforderungen des Denkmalschutzes als unmöglich heraus. Erst Mitte 2018 gelang eine Einigung über das weitere Vorgehen und die Brücken konnten zur Sanierung in einen Spezialbetrieb abtransportiert werden. 2019 wurden die vier Brücken wieder eingehoben und anschließend bis Februar 2020 auch Brücke Nr. 10 saniert. Im Frühjahr 2020 wurden die Brücken 11, 14 und 17 endgültig über die „Yorckpromenade“ an den Park angeschlossen, Brücke Nr. 15 vervollständigt das Denkmalensemble und wird nicht als Übergang genutzt.
Im April 2021 wurde der Abschnitt offiziell nach der Schriftstellerin und Journalistin Dora Duncker in Dora-Duncker-Park umbenannt.

#### Gestaltung
In diesem Parkteil dominieren Bahnrelikte und die „Gleiswildnis“. Die ursprüngliche Vegetation wurde kaum angetastet. „Bei der Parkgestaltung wurde besonders auf die weitestgehende Erhaltung der typischen Vegetation einer Bahnbrache mit Pionier- und Stadtwäldern, ruderalen Wiesen, Halbtrocken- und Sandtrockenrasen geachtet.“ Angelegt wurden insbesondere drei Wege, die sich von der Yorckstraße von Nord nach Süd ziehen und in dem immer schmaler werdenden Areal an einem kleinen, gestalteten Platz am Bahnrelikt Stellwerk zusammenlaufen. Der betonierte Weg, auf dem sich der Radweg Berlin–Leipzig fortsetzt, verläuft durch die restliche Parkfläche bis zur Monumentenbrücke. Für einen der drei Wege wurde ein Gleis genutzt, das mit fußfreundlichem Rindenmulch gefüllt wurde. Einige lange Bänke und hochaufragende Schaukeln ergänzen die zurückhaltende Gestaltung des waldreichen Geländes.
Am südlichen Parkende an der Monumentenbrücke entstand im Zuge des Stadtumbaus West als Tor zum Gleisdreieckpark der Monumentenplatz. Der neue Stadtplatz, der nördlich an das Lokdepot des Deutschen Technikmuseums grenzt, nimmt Bezüge zum historischen Bahngelände in die Gestaltung auf. Über die Monumentenbrücke ist der Platz auch mit dem 2016 eröffneten Nord-Süd-Grünzug der Schöneberger Schleife verbunden.

Dora-Duncker-Park
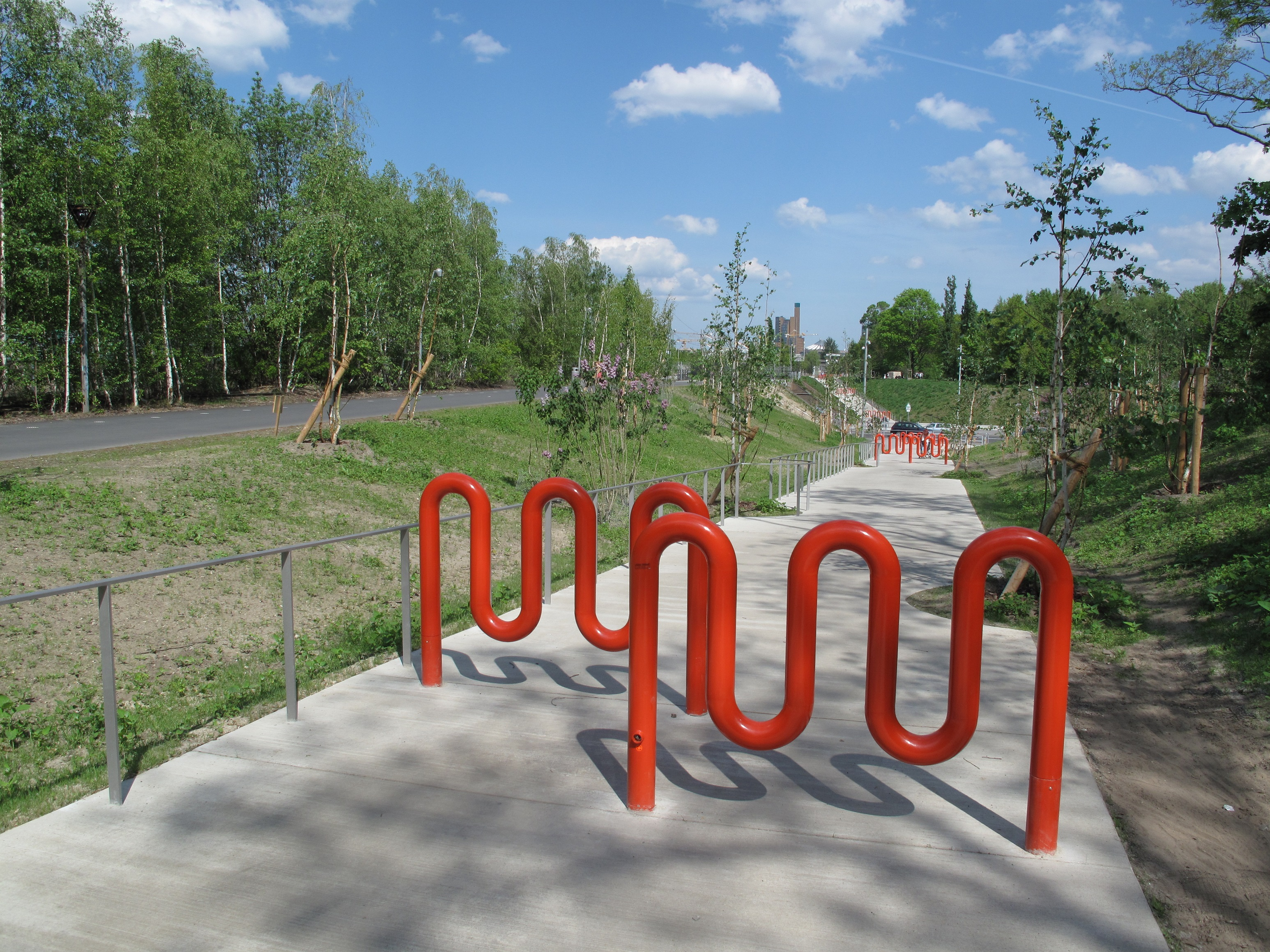
Aufgang an der Yorckstraße
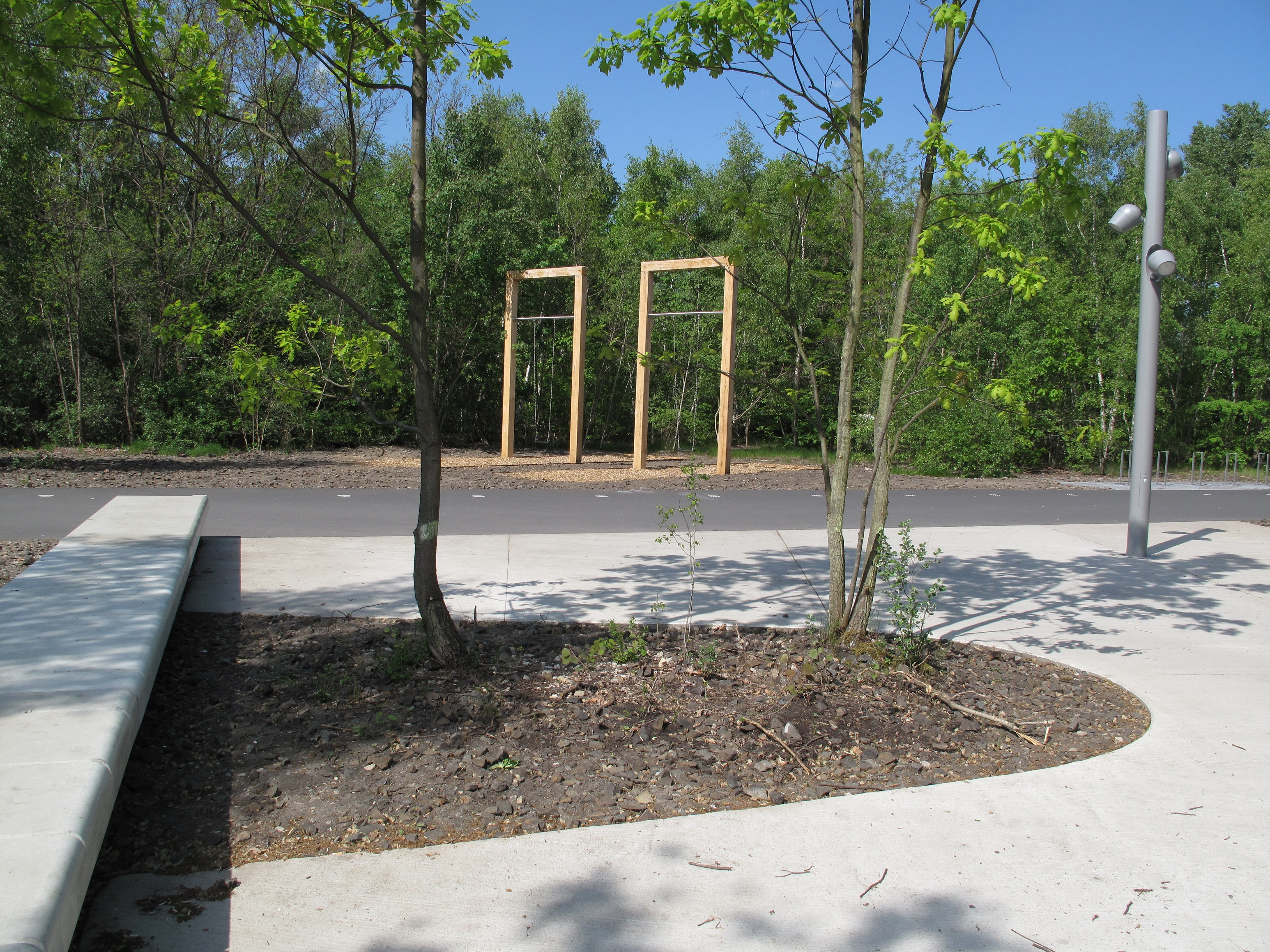
Kleiner Platz am Bahnrelikt Stellwerk
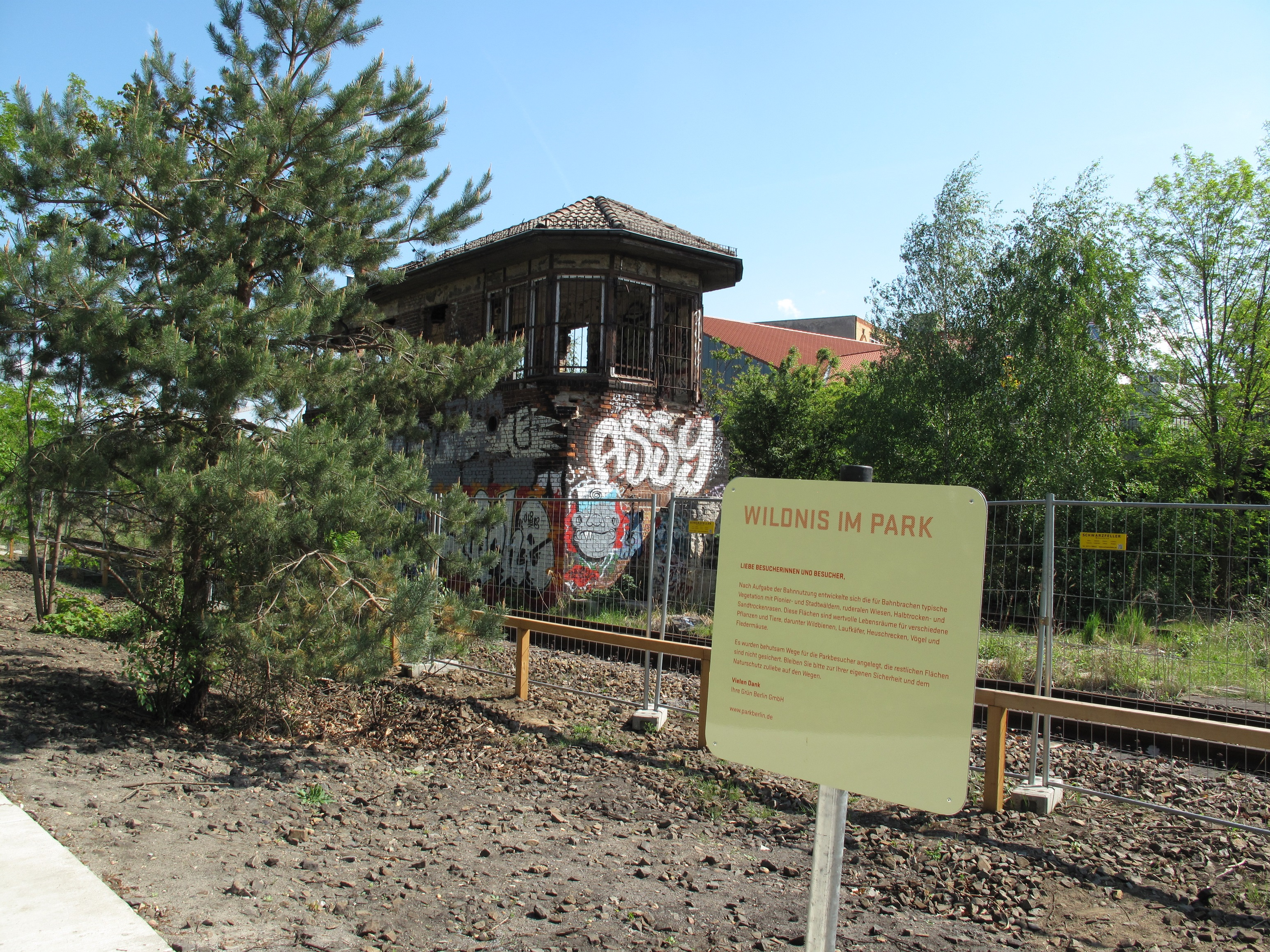
Ehemaliges Stellwerk
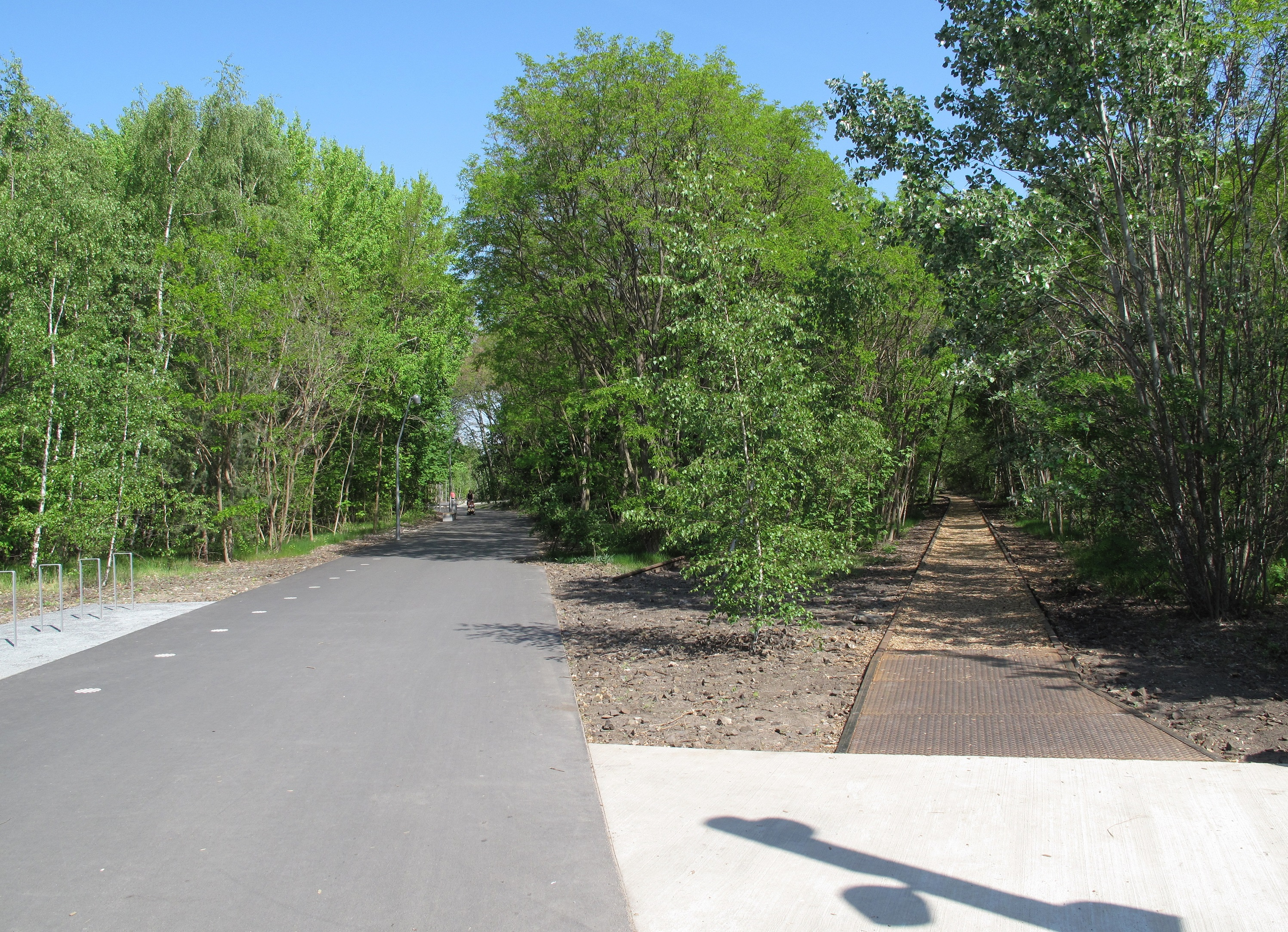
Hauptweg (Teil des Fernradwegs Berlin–Leipzig) und mit Rindenmulch gefülltes Gleis als Nebenweg
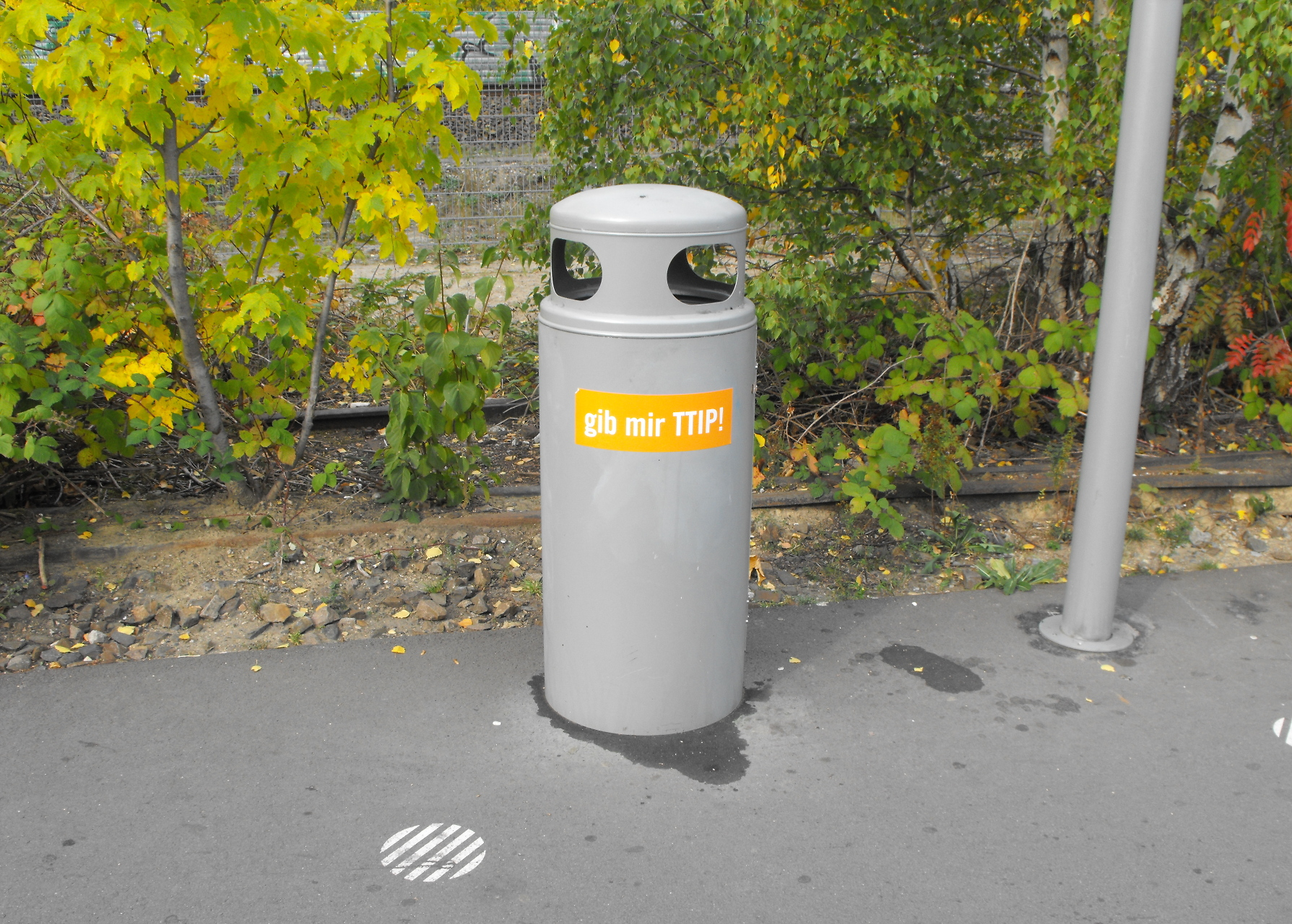
Dekorative Designelemente der modernen Stadtmöblierung

## Der Park in der Berliner Freiraumkonzeption
Als grünes Verbindungselement von Nord nach Süd nimmt der Park laut Darstellung der Senatsverwaltung eine Schlüsselposition in der Berliner Freiraumkonzeption ein. Er ist Teil des 40 Kilometer langen Nord-Süd-Weges, der als Wanderweg 5 der 20 grünen Hauptwege Berlins von Nord entlang der Panke nach Süd bis zum Regionalpark Teltow Park führt. Nach Norden schließt der Park die Lücke zu den Parkanlagen am Potsdamer Platz und zum Spreebogenpark am Regierungsviertel. Nach Süden wird über die Schöneberger Schleife der Anschluss zum Fördergebiet Schöneberg-Südkreuz des Stadtumbaus West hergestellt, das 2005 mit dem Ziel gestartet wurde, den neuen Fernbahnhof Südkreuz (vormals Bahnhof Papestraße) in das städtische Umfeld einzubinden. Im weiteren Südverlauf sind der Hans-Baluschek-Park und Natur-Park Schöneberger Südgelände mit dem naheliegenden Insulaner angebunden.
Die Schöneberger Schleife passiert zudem den Ost-West-Grünzug mit dem zentralen Alfred-Lion-Steg, der kleinräumig mit dem Cheruskerpark und großräumig nach Osten mit dem Tempelhofer Park und nach Westen mit dem Heinrich-Lassen-Park/Rudolph-Wilde-Park vernetzt, die wiederum als Teil einer Glazialen Nebenrinne der Grunewaldseenkette über den Volkspark Wilmersdorf und weitere Grünanlagen an den Grunewald anschließen.